# 天使之戀online
《天使之戀online》是一款免費的Microsoft Windows和PlayStation 3 2D大型多人線上角色扮演遊戲，由台灣宇峻奧汀研發。Q Entertainment於2006年6月發布，日語版於同年12月發布，PlayStation 3版本於2008年9月25日在日本PlayStation Store上發布， PlayStation 4、PlayStation Vita和智慧型手機版本於2016年5月發布。

## 故事背景
很久以前，天國和伊甸園連繫在一起，天使與人類快樂的共存。直到有一天，大天使路西法愛上一個人類女孩，然而這個女孩已與另一位天使相愛多年。心生忌妒的路西法濫用天神賜予的神力，將女孩與天使分別化為清晨的朝露與夜晚的星光，使兩人永世不得相聚。事後畏罪的路西法召集黨羽組成叛軍，試圖推翻天神。憤怒的天神利用神力將叛軍全數打入地獄，並訂下天使與人類不得接觸的禁令，從此使人世與天界失去聯繫。
然而被打入地獄的路西法仍試圖報復。他積極擴大自己的勢力，在地獄成立惡魔學園，試圖毀滅伊甸園。為阻止路西法的陰謀，天使學園的學園長米迦勒決定號招小天使們下凡人間，拯救伊甸園。